# Бейден (Пенсільванія)
Бейден (англ. Baden) — місто (англ. borough) в США, в окрузі Бівер штату Пенсільванія. Розташоване вздовж річки Огайо. Населення за переписом 2010 року складало 4135 осіб, 5,9 % з яких були українцями. Це колишнє поселення Логстауна, значного індіанського поселення.  

## Історія
Містечко Бейден постало на місці Логстауна — давнього поселення корінних американців. Поселенці спілкувалися і вели переговори з корінними американцями. Джордж Вашингтон відвідав регіон, щоб поговорити з королевою тубільців Алікіппі. Найстаріший записаний будинок у Бейдені був побудований на початку 1800-х років. Він став місцем зупинки для фермерів на шляху до Піттсбурга, для продажу своїх худоби.
Бейден був заснований як село в 1838 році і був названий на честь курортного міста Баден-Баден у німецькому Шварцвальді.
На ранній стадії, Бейден був місцем де будували човни, був кар'єр, а також працював вітряк. Після того, як Бейден був заснований у 1858 році, він виріс з появою в цьому районі металургійних заводів та нафтових свердловин, а також зростання залізниць, включаючи сусідню Конвей-Ярд, яка зараз управляється «Норфолк Саузерн».

## Географія
Бейден розташований за координатами 40°38′23″ пн. ш. 80°13′21″ зх. д. / 40.63972° пн. ш. 80.22250° зх. д. (40.639695, -80.222537).  За даними Бюро перепису населення США в 2010 році місто мало площу 6,43 км², з яких 5,86 км² — суходіл та 0,58 км² — водойми.

### Навколишні громади
- Амбрідж
- Гармоні-Тауншип
- Конвей

## Демографія
Згідно з переписом 2010 року, у селищі мешкало 4135 осіб у 1897 домогосподарствах у складі 1081 родини. Густота населення становила 643 особи/км².  Було 1995 помешкань (310/км²).
Расовий склад населення:
| - 96,9 % — білих - 1,5 % — чорних або афроамериканців - 0,3 % — азіатів - 0,1 % — корінних американців |

До двох чи більше рас належало 1,0 %. Частка іспаномовних становила 0,9 % від усіх жителів.
За віковим діапазоном населення розподілялося таким чином: 17,2 % — особи молодші 18 років, 57,9 % — особи у віці 18—64 років, 24,9 % — особи у віці 65 років та старші. Медіана віку мешканця становила 47,3 року. На 100 осіб жіночої статі у селищі припадало 87,3 чоловіків;  на 100 жінок у віці від 18 років та старших — 79,9 чоловіків також старших 18 років.
Середній дохід на одне домашнє господарство  становив 55 368 доларів США (медіана — 37 140), а середній дохід на одну сім'ю — 66 657 доларів (медіана — 62 794). Медіана доходів становила 41 497 доларів для чоловіків та 32 390 доларів для жінок. За межею бідності перебувало 9,3 % осіб, у тому числі 16,0 % дітей у віці до 18 років та 8,8 % осіб у віці 65 років та старших.
Цивільне працевлаштоване населення становило 2075 осіб. Основні галузі зайнятості: освіта, охорона здоров'я та соціальна допомога — 23,4 %, роздрібна торгівля — 16,0 %, виробництво — 15,5 %.